# Edward Sinclair
Edward Sinclair (Londres, Inglaterra, 20 de noviembre de 1980) es un nadador retirado especializado en pruebas de estilo libre. Fue subcampeón mundial en la prueba de 4x200 metros libres en el Campeonato Mundial de Natación en Piscina Corta de 1999 y de 2000.
Representó a Reino Unido en los Juegos Olímpicos de Sídney 2000.

## Palmarés internacional
| Campeonato Mundial de Natación en Piscina Corta | Campeonato Mundial de Natación en Piscina Corta | Campeonato Mundial de Natación en Piscina Corta | Campeonato Mundial de Natación en Piscina Corta |
| Año                                             | Lugar                                           | Medalla                                         | Prueba                                          |
| ----------------------------------------------- | ----------------------------------------------- | ----------------------------------------------- | ----------------------------------------------- |
| 1999                                            | Hong Kong ( China)                              | Medalla de plata                                | 4 × 200 m libre                                 |
| 2000                                            | Atenas ( Grecia)                                | Medalla de plata                                | 4 × 200 m libres                                |
| Campeonato Europeo de Natación                  |                                                 |                                                 |                                                 |
| Año                                             | Lugar                                           | Medalla                                         | Prueba                                          |
| 1999                                            | Estambul ( Turquía)                             | Medalla de plata                                | 4 × 200 m libres                                |